# Гайда Ярослав Михайлович
Яросла́в Миха́йлович Га́йда (нар. 25 травня 1985 — пом. 19 грудня 2014) — солдат Збройних сил України, учасник російсько-української війни.

## Життєпис
Закінчив педагогічний університет, працював учителем фізичного виховання у селі Тополі, в ЗОШ села Таужне викладав предмет «Захист Вітчизни».
Був на київському Майдані під час революції Гідності, травнем 2014 року добровольцем пішов на фронт, номер обслуги, снайпер 34-го батальйону територіальної оборони Кіровоградської області «Батьківщина».
У боях зазнав двічі поранень. Лікувався у шпиталях Харкова й Одеси, переніс дві операції. Курс реабілітації проходив курс, збирався продовжити військову службу.
Брав участь у волонтерській роботі, приніс свого бронежилета для відправки на фронт доки лікувався. Після другого поранення та лікування перебував у відпустці до 27 грудня, проходив курс реабілітації, працював волонтером.
19 грудня 2014-го помер від поранень. Без Ярослава лишились дружина і син 2006 р.н.
Похований у селі Таужне.

## Нагороди та вшанування
За особисту мужність і героїзм, виявлені у захисті державного суверенітету та територіальної цілісності України, вірність військовій присязі під час російсько-української війни, відзначений — нагороджений
- 1 березня 2016 року — орденом «За мужність» III ступеня (посмертно)[1]
- в школі, котру він закінчив, відкрито меморіальну дошку його честі

Вшановується в меморіальному комплексі «Зала пам'яті», в щоденному ранковому церемоніалі 19 грудня.